# Hogna straeleni
Hogna straeleni är en spindelart som beskrevs av Roewer 1959. Hogna straeleni ingår i släktet Hogna och familjen vargspindlar. Inga underarter finns listade i Catalogue of Life.